# Diamonds & Dancefloors
Diamonds & Dancefloors è il secondo album in studio della cantante statunitense Ava Max, pubblicato il 27 gennaio 2023 dalla Atlantic.

## Antefatti
Nell'ottobre 2020, un mese prima della pubblicazione del singolo My Head & My Heart, la cantante aveva anticipato l'uscita dell'edizione deluxe del suo album di debutto Heaven & Hell, prevista per l'anno successivo. A settembre 2021 ha invece affermato di aver rinunciato alla pubblicazione della deluxe e di essere andata oltre Heaven & Hell, confermando di stare lavorando al suo secondo album in studio.

## Descrizione
Il progetto discografico esplora sonorità pop e dance pop, vedendo l'artista autrice di tutte e quattordici le tracce, avvalendosi di numerosi produttori e autori, tra cui Ryan Tedder, Diane Warren e Cirkut. Max ha raccontato il significato del progetto, basato sulle relazioni precedenti della cantante:
(Ava Max)

## Promozione
Il 2 marzo 2022, Ava Max ha annunciato Maybe You're the Problem come primo singolo. Ha cominciato dunque a promuovere il brano con varie anticipazioni e spezzoni su TikTok. Il singolo è infine stato pubblicato il 29 aprile successivo, debuttando alla numero 83 nella classifica dei singoli britannica.
Nell'agosto dello stesso anno, la cantante ha cominciato a promuovere il secondo singolo Million Dollar Baby, che è stato pubblicato il 1º settembre 2022. Il terzo singolo Weapons è stato pubblicato il 10 novembre 2022, anch'esso anticipato da una serie di video promozionali su TikTok.
Il 20 dicembre 2022 è stato pubblicato il quarto singolo dell'album, Dancing's Done. Nello stesso giorno, la cantante ha annunciato che a partire dal giorno successivo avrebbe iniziato a promuovere ulteriormente l'album con una serie di visualizer, rilasciati a cadenza quotidiana sul suo account TikTok come parte della serie 12 Days of Diamonds & Dancefloors.
Il 12 gennaio 2023 è stato pubblicato il singolo One of Us, seguito il 24 gennaio dal singolo promozionale Cold as Ice.
La pubblicazione dell'album era inizialmente prevista per il 14 ottobre 2022, ma è stata in seguito posticipata al 27 gennaio 2023, con una nuova copertina annunciata il 19 dicembre 2022 che vede la cantante sdraiata su un letto di diamanti e con indosso un bikini anch'esso ornato di diamanti, non più in primo piano ma in figura intera, con colori dominanti l'azzurro e ancora una volta il rosso dei suoi capelli.
Il 22 febbraio 2023 la cantante ha annunciato il suo primo tour, On Tour (Finally), a supporto del disco.

## Tracce
Edizione standard
1. Million Dollar Baby – 3:04 (Amanda Ava Koci, Henry Walter, Michael Pollack, Peter Rycroft, Casey Smith, David Stewart, Diane Warren, Jessica Agombar)
2. Sleepwalker – 3:10 (Amanda Ava Koci, Henry Walter, Sean Douglas, Marcus Lomax, Jonas Jeberg)
3. Maybe You're the Problem – 3:10 (Amanda Ava Koci, Henry Walter, Sean Douglas, Abraham Dertner, Jonas Jeberg, Marcus Lomax)
4. Ghost – 3:01 (Amanda Ava Koci, Deba Dakaj, Uzoechi Emenike, Henry Walter)
5. Hold Up (Wait a Minute) – 2:28 (Amanda Ava Koci, Jesse Leonard Aicher, Samuel Martin, Nathaniel Merchant, Madison Love, Henry Walter, William Spencer Bastian, Johnny Goldstein)
6. Weapons – 2:31 (Amanda Ava Koci, Henry Walter, Melanie Fontana, Madison Love, Michel "Lindgren" Schulz, Ryan Tedder)
7. Diamonds & Dancefloors – 2:35 (Amanda Ava Koci, Caroline Ailin, Pollack, Henry Walter)
8. In The Dark – 2:52 (Amanda Ava Koci, Madison Love, Henry Walter, Omer Fedi)
9. Turn Off the Lights – 2:36 (Amanda Ava Koci, Connor McDonough, Madison Love, Henry Walter)
10. One of Us – 2:58 (Amanda Ava Koci, Brett McLaughlin, Caroline Ailin, Henry Walter, Mathew James Burns)
11. Get Outta My Heart – 3:00 (Amanda Ava Koci, Madison Love, Henry Walter, Jason Evigan, Bernard Herrmann)
12. Cold as Ice – 2:23 (Amanda Ava Koci, C. McDonough, Riley McDonough, Jakke Erixson, Madison Love, Henry Walter)
13. Last Night on Earth – 2:57 (Amanda Ava Koci, C. McDonough, Jakke Erixson, Madison Love, Henry Walter)
14. Dancing's Done – 2:46 (Amanda Ava Koci, Henry Walter, Mathew James Burns, Pablo Bowman, Peter Rycroft, Sean Douglas)

Tracce bonus nell'edizione giapponese
1. Maybe You're the Problem (MOTi Remix) – 2:47 (Amanda Ava Koci, Henry Walter, Sean Douglas, Abraham Dertner, Jonas Jeberg, Marcus Lomax)
2. Million Dollar Baby (Coastr Remix) – 2:41 (Amanda Ava Koci, Henry Walter, Michael Pollack, Peter Rycroft, Casey Smith, David Stewart, Diane Warren, Jessica Agombar)

Note
- Million Dollar Baby contiene interpolazioni tratte da Can't Fight the Moonlight di LeAnn Rimes.
- Get Outta My Heart contiene elementi tratti dalla colonna sonora del film del 1968 I nervi a pezzi, composta da Bernard Herrmann.

## Formazione
Musicisti
- Ava Max – voce
- Cirkut – programmazione, tutti gli strumenti (eccetto tracce 6 e 14)
- David Stewart – programmazione, tutti gli strumenti (traccia 1)
- Abraham Dertner  – programmazione, tutti gli strumenti (tracce 2 e 3)
- Jonas Jeberg  – programmazione, tutti gli strumenti (tracce 2 e 3)
- Johnny Goldstein  – programmazione, tutti gli strumenti (traccia 5)
- Omer Fedi  – programmazione, tutti gli strumenti (traccia 8)
- Connor McDonough  – programmazione, tutti gli strumenti (tracce 9, 12 e 13)
- Burns  – programmazione, tutti gli strumenti (traccia 10)
- Jason Evigan  – programmazione, tutti gli strumenti (traccia 11)
- Jakke Erixson  – programmazione, tutti gli strumenti (traccia 12)

Produzione
- Ava Max – produzione esecutiva
- Cirkut – produzione esecutiva, produzione e registrazione
- Tom Norris – missaggio (eccetto tracce 3 e 14)
- Șerban Ghenea – missaggio (tracce 3 e 14)
- Bryce Bordone – assistenza al missaggio (tracce 3 e 14)
- Chris Gehringer – mastering
- John Hanes – ingegneria del suono (traccia 14)

## Classifiche
| Classifica (2023) | Posizione massima |
| ----------------- | ----------------- |
| Australia         | 31                |
| Austria           | 6                 |
| Belgio (Fiandre)  | 11                |
| Belgio (Vallonia) | 15                |
| Canada            | 23                |
| Croazia           | 7                 |
| Finlandia         | 23                |
| Francia           | 15                |
| Germania          | 8                 |
| Irlanda           | 33                |
| Italia            | 50                |
| Lituania          | 53                |
| Norvegia          | 28                |
| Nuova Zelanda     | 36                |
| Paesi Bassi       | 21                |
| Polonia           | 19                |
| Portogallo        | 20                |
| Regno Unito       | 11                |
| Spagna            | 10                |
| Stati Uniti       | 34                |
| Svezia            | 54                |
| Svizzera          | 8                 |
| Ungheria          | 5                 |